# Scandinavian TPC hosted by Annika
Het Scandinavian TPC hosted by Annika was een golftoernooi van de Ladies European Tour (LET).
Het toernooi werd de laatste twaalf keer gespeeld met Annika als gastvrouw; ze won haar eigen toernooi zes keer.

## Winnaressen

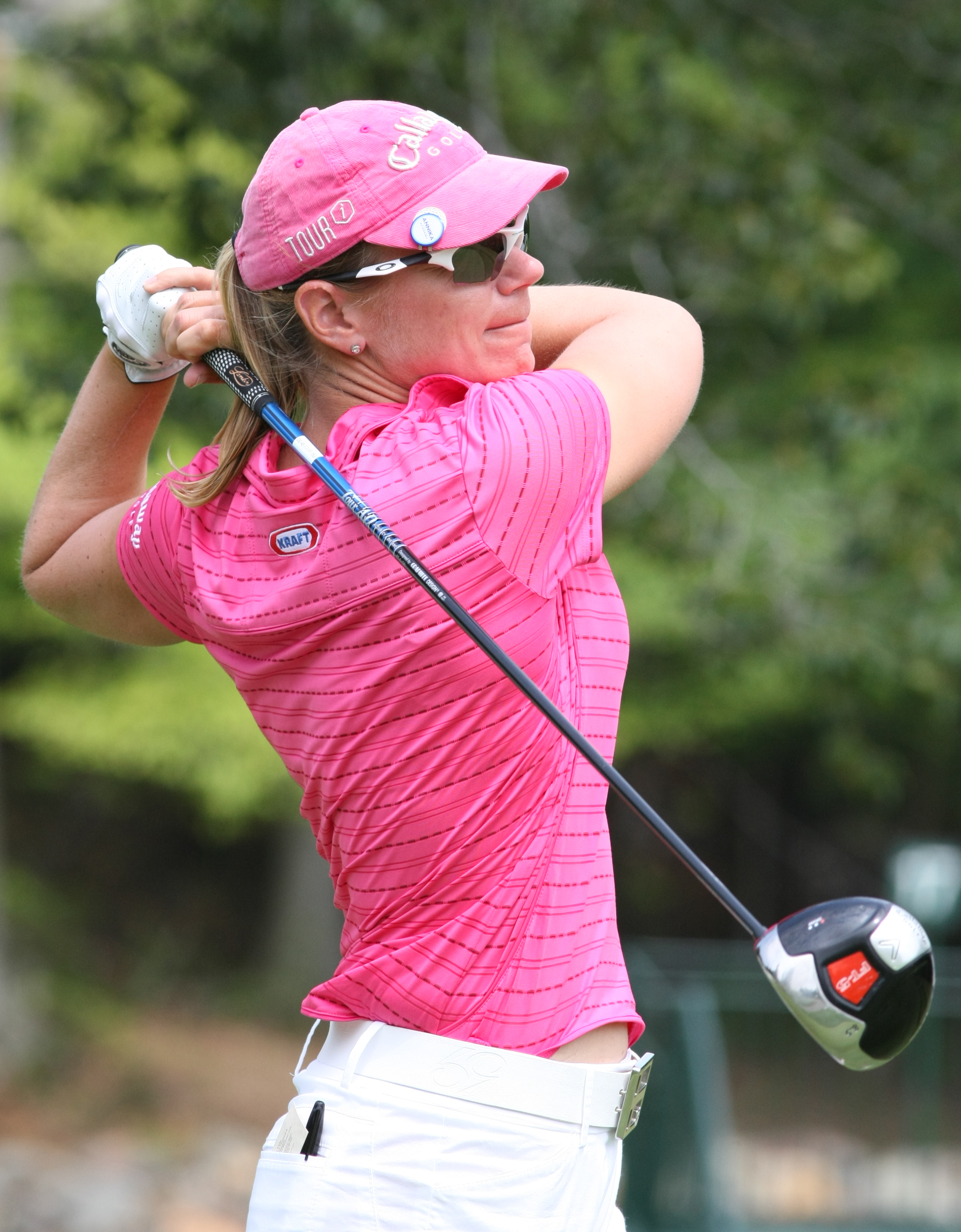
6-voudig winnares Annika Sorenstam

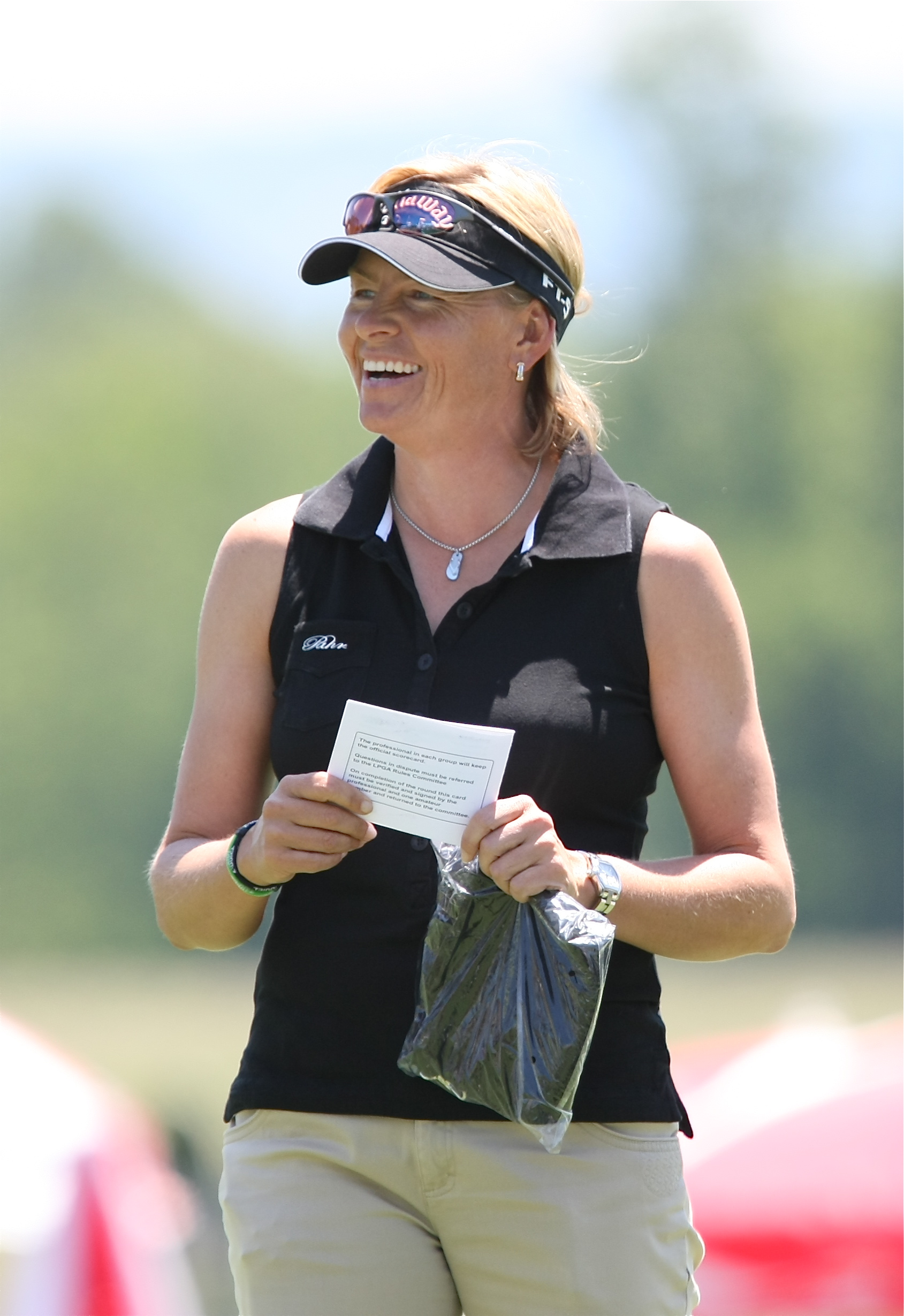
3-voudig winnares Liselotte Neumann

| Jaar                              | Baan              | Winnares            |             |
| Delsjö Open                       | Delsjö Open       | Delsjö Open         | Delsjö Open |
| --------------------------------- | ----------------- | ------------------- | ----------- |
| 1985                              | Delsjö GK         | Cathy Panton-Lewis  |             |
| Höganäs Open                      |                   |                     |             |
| 1985                              | Mölle GK          | Liselotte Neumann   |             |
| Kristianstad Ladies Open          |                   |                     |             |
| 1986                              | Kristianstads GK  | Corinne Dibnah      |             |
| Borlänge Ladies Open              |                   |                     |             |
| 1986                              | Falun-Borlänge GK | Karen Lunn          |             |
| Gothenburg Ladies Open            |                   |                     |             |
| 1988                              | Falun-Borlänge GK | M-L de Lorenzi-Taya |             |
| Gislaved Ladies Open              |                   |                     |             |
| 1989                              | Isaberg GK        | Allison Nicholas    |             |
| Haninge Ladies Open               |                   |                     |             |
| 1990                              | Haninge GK        | Dale Reid           |             |
| IBM Ladies Open                   |                   |                     |             |
| 1991                              | Haninge GK        | Liselotte Neumann   |             |
| 1992                              | Haninge GK        | Helen Alfredsson    |             |
| 1993                              | Haninge GK        | Lora Fairclough     |             |
| Trygghansa Ladies Open            |                   |                     |             |
| 1994                              | Haninge GK        | Liselotte Neumann   |             |
| 1995                              | Haninge GK        | Liselotte Neumann   |             |
| Compaq Open                       |                   |                     |             |
| 1996                              | Haninge GK        | Federica Dassu      |             |
| 1997                              | Österåkers GK     | Annika Sörenstam    |             |
| 1998                              | Barsebäck GCC     | Annika Sörenstam    |             |
| 1999                              | Österåkers GK     | Laura Davies        |             |
| 2000                              | Barsebäck GCC     | Juli Inkster        |             |
| 2001                              | Österåkers GK     | Raquel Carriedo     |             |
| 2002                              | Vasatorps GK      | Annika Sörenstam    |             |
| HP Open                           |                   |                     |             |
| 2003                              | Drottningholms GK | Sophie Gustafson    |             |
| 2004                              | Ullna GC          | Annika Sörenstam    |             |
| Scandinavian TPC hosted by Annika |                   |                     |             |
| 2005                              | Barsebäck GCC     | Annika Sörenstam    |             |
| 2006                              | Bro-Bålsta GK     | Annika Sörenstam    |             |
| 2007                              | Barsebäck GCC     | Catriona Matthew    |             |
| 2008                              | Frösåkers GK      | Amy Yang            |             |